# Finex
Das Finex-Verfahren ist eine Weiterentwicklung des Corex-SR-Verfahrens. Es kommt ohne die beim klassischen Hochofenprozess notwendige Aufbereitung in Sinter- und Pelletieranlagen aus. Stattdessen wird das Feinerz in einem Wirbelschichttrockner getrocknet. Anschließend kommt es in einen mehrstufigen Wirbelschichtreaktor, wo es mittels Reduktionsgas zu Direct Reduced Iron (DRI) reduziert wird. Das DRI wird nun zu Hot Compacted Iron (HRI) kompaktiert und anschließend in einen Einschmelzvergaser eingebracht, wo es zu Roheisen aufgeschmolzen wird. Die für das Schmelzen und die metallurgischen Reaktionen erforderliche Wärmeenergie wird durch die Vergasung von Kohle mit Sauerstoff erzeugt; das dabei entstehende Reduktionsgas in der Wirbelschicht zur Reduktion des Erzes genutzt. Am Ende des Prozesses werden Roheisen und Schlacke wie bei einem Hochofen abgestochen. Zusätzlich fällt beim Finex-Prozess Gas mit hohem Heizwert an, das für die elektrische Energieerzeugung und als Heizgas genutzt werden kann. Durch den direkten Einsatz von Kohle und Feinerz werden die umweltbelastende Kokserzeugung und das Feinerz-Sintern eingespart.